# William F. Sharpe

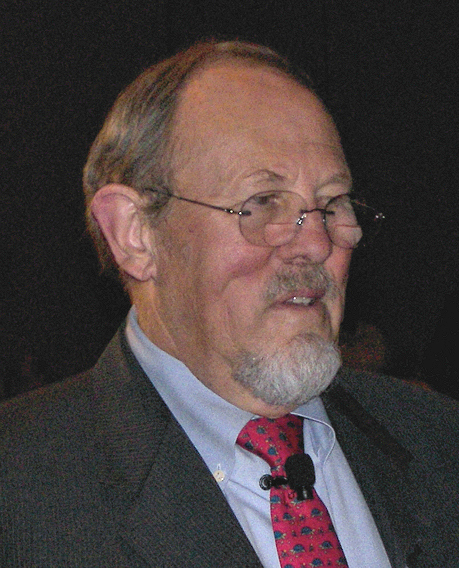
William F. Sharpe (2007)

William Forsyth Sharpe (* 16. Juni 1934 in Cambridge, Massachusetts) ist ein US-amerikanischer Wirtschaftswissenschaftler.
Sharpe war von 1961 bis 1968 Hochschulprofessor an der University of Washington in Seattle und von 1970 bis zu seiner Emeritierung 1989 an der Stanford University’s Graduate School of Business.

## Forschungsarbeiten
William F. Sharpe erhielt im Jahre 1990 gemeinsam mit Merton H. Miller und Harry M. Markowitz den Alfred-Nobel-Gedächtnispreis für Wirtschaftswissenschaften für seine Forschungen auf dem Gebiet der Preisbildungstheorie im Kapitalmarkt (Kapitalmarkttheorie). Sharpe ist einer der Mitbegründer des Kapitalgutpreismodells (englisch capital asset pricing model, abgekürzt CAPM), eines der bedeutendsten Kapitalmarktgleichgewichtsmodelle unter Ungewissheit. Er entwickelte den Sharpe-Quotienten, eine Kennzahl zur Messung des Rendite-Risiko-Verhältnisses (Performance) von Kapitalanlagen, die Binomial-Methode zur Bewertung von Optionen, die Gradient-Methode zur Optimierung der Vermögensallokation (also der praktischen Umsetzung der Erkenntnisse aus der Portfoliotheorie), sowie die renditebasierte Analyse zur Bewertung des Stils und der Performance von Investmentfonds.

## Bücher und Publikationen
William F. Sharpe schrieb sechs Bücher. Zu seinen bekanntesten Werken gehören Portfolio Theory and Capital Markets (McGraw-Hill, 1970 und 2000), Asset Allocation Tools (Scientific Press, 1987), Fundamentals of Investments (gemeinsam mit Gordon J. Alexander und Jeffrey Bailey, Prentice-Hall, 2000) und Investments (ebenfalls gemeinsam mit Gordon J. Alexander und Jeffrey Bailey, Prentice-Hall, 1999). Sein aktuellstes Werk ist Investors and Markets (2007).
Darüber hinaus veröffentlichte er zahlreiche Artikel in renommierten wirtschaftswissenschaftlichen Zeitschriften, einschließlich des Management Science, The Journal of Business, The Journal of Finance, Journal of Financial Economics, Journal of Financial and Quantitative Analysis, The Journal of Portfolio Management sowie des Financial Analysts Journal.

## Weitere Verdienste
Sharpe ist ehemaliger Präsident der American Finance Association. Er ist ein Verwalter des AXA Rosenberg Investmentfonds und Mitglied des Aufsichtsrats der Financial Engines, Inc.

## Akademische Grade
William F. Sharpe erhielt die Titel Ph.D., M.A. und B.A. der Wirtschaftswissenschaften von der Universität Kalifornien in Los Angeles. Seine weiteren Titel sind Doctor of Humane Letters, Honoris Causa der DePaul Universität, einen Doktortitel Honoris Causa der Universität von Alicante (Spanien) und die UCLA Medal, die höchste Auszeichnung der UCLA.

## Veröffentlichungen
- Investors and markets. Portfolio Choices, Asset Prices and Investment Advice. Princeton University Press, 2007
  - Märkte und Investoren. So treffen Sie mit der richtigen Portfolioauswahl die beste Investmententscheidung. FinanzBuch-Verlag, München 2008, ISBN 978-3-89879-273-8